# Неритова зона

Океанічні області

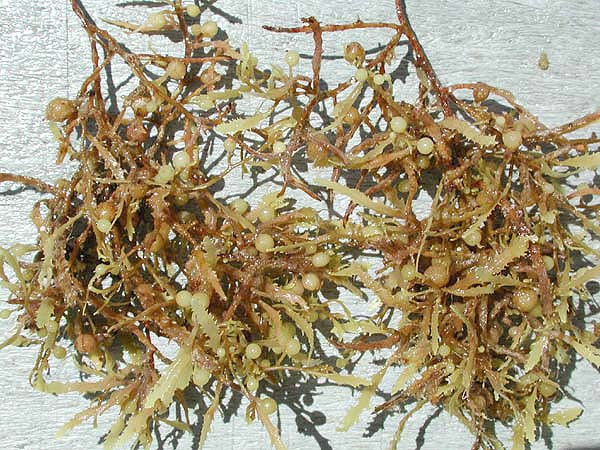
Саргасові водорості, що дрейфують у неретовій зоні і забезпечують прихистком і їжею дрібних риб

Неритова зона, неритова область (рос. неритовая зона, англ. neritic zone, нім. neritische Zone f; від грец. Νηριτης — морська черепашка) — мілководна частина Світового океану до глибини 200 м, характеризується наявністю у воді меропланктону. Розташовується над шельфом і переривається просторами з опрісненням або прісною водою біля гирл великих річок.
Є найпродуктивнішою серед всіх природних зон Світового океану — близько 80 % від загальної продуктивності океану. Фітопланктонові біоценози неритової області кількісно багатші, ніж океанічні, що пояснюється високою рухливістю прибережних вод. Також, певну роль відіграє винос біогенів у прибережні райони з річковими водами. Зоопланктон даної зони характеризується присутністю величезної кількості пелагічних личинок бентосних організмів.